# تشارلز بي نيلسون
تشارلز بي نيلسون (بالإنجليزية: Charles P. Nelson)‏ هو ضابط أمريكي، ولد في 5 فبراير 1877 في بالتيمور في الولايات المتحدة، وتوفي في 16 نوفمبر 1935 في فيلادلفيا في الولايات المتحدة.